# 天皇大帝 (恒星)
HD 212710，又名BD+85 383，SAO 3721、HR 8546，是一颗恒星，视星等为5.27，位于銀經120.22，銀緯24.1，其B1900.0坐标为赤經22h 21m 17.8s，赤緯+85° 24.1′ 17″。